# Benedict (Nebraska)
Benedict és una població dels Estats Units a l'estat de Nebraska. Segons el cens del 2000 tenia 278 habitants.

## Demografia
Segons el cens del 2000, Benedict tenia 278 habitants, 96 habitatges, i 72 famílies. La densitat de població era de 564,9 habitants per km².
Dels 96 habitatges en un 42,7% hi vivien nens de menys de 18 anys, en un 63,5% hi vivien parelles casades, en un 6,3% dones solteres, i en un 25% no eren unitats familiars. En el 21,9% dels habitatges hi vivien persones soles l'11,5% de les quals corresponia a persones de 65 anys o més que vivien soles. El nombre mitjà de persones vivint en cada habitatge era de 2,9 i el nombre mitjà de persones que vivien en cada família era de 3,42.
Per edats la població es repartia de la següent manera: un 35,3% tenia menys de 18 anys, un 5,4% entre 18 i 24, un 30,9% entre 25 i 44, un 17,3% de 45 a 60 i un 11,2% 65 anys o més.
L'edat mediana era de 34 anys. Per cada 100 dones de 18 o més anys hi havia 106,9 homes.
La renda mediana per habitatge era de 38.125 $ i la renda mediana per família de 41.250 $. Els homes tenien una renda mediana de 28.438 $ mentre que les dones 19.844 $. La renda per capita de la població era de 12.248 $. Aproximadament l'1,3% de les famílies i el 2,8% de la població estaven per davall del llindar de pobresa.

## Poblacions més properes
El següent diagrama mostra les poblacions més properes.